# کالیما (بایه دل کائوکا)
کالیما (انگلیسی: Calima, Valle del Cauca) نام شهری در کشور کلمبیا است.